# Пінакотека
Пінакотека (грец. Πινακοθήκη) — у стародавніх греків приміщення, в якому зберігалися живописні зображення. У римлян пінакотекою називалась кімната в будинках при вході в атрій, прикрашена картинами, а також статуями та іншими художніми предметами, якими особливо дорожив господар. У сучасному вжитку пінакотека зазвичай означає «картинна галерея».

## Пінакотека Афінського акрополя
Найвідомішою є пінакотека Афінського акрополя — перший художній музей у світі. Вона розташовувалась у лівому крилі Пропілеїв — парадної брами акрополя. Вона являла собою невеличку кімнату із двома вікнами та дверима між ними. Тут розміщувалось зібрання картин, принесених у дар богині Афіні. У кількох шестиколонних залах були зібрані картини, написані на дошках — пінаках, глиняні таблиці та інші твори із розписом. Художнє зібрання було відкритим для відвідування афінським громадянами.
Жодна з картин не збереглась донині, проте дослідники вважають, що найчастіше давньогрецькі пінаки зображували грецьких героїв, сцени давньогрецької міфології. Так, наприклад, на одній з картин ще у II столітті до н. е. можна було побачити Алківіада на колінах Німеї — богині однойменного міста в Арголіді — зі знаками перемоги. Ця картина, за переказами, була створена художником Аглаофоном в пам'ять перемоги, здобутої колісницею Алківіада у Немейських іграх, і в Афінах вона наробила чимало галасу: по-перше, для образу богині позувала відома в місті гетера, а по-друге, Алківіад наказав помістити цю картину у Пінакотеці священного для афінян Акрополя, що розглядалося як дія, гідна лише тирана.
Ще на зламі III–II століттях до н. е. був складений перший каталог Афінської пінакотеки, автором якого був Полемон Іліонський. Крім Афінської подібні пінакотеки існували і в інших містах Греції, наприклад, у Герайоні — у храмі Гери — на острові Самос. у своїй праці «Опис Еллади» Павсаній так описує Афінську пінакотеку:
| Ліворуч від Пропілей знаходиться будівля з картинами, на тих, яким час не судила ще стати невпізнанними, зображені Діомед і Одіссей; останній на Лемносі викрадає лук Філоктета, а перший забирає з Іліона зображення Афіни. Тут же зображені Орест, що вбиває Егісфа, і Пілад, що вбиває синів Навплія, які прибули на допомогу Егісфу. Тут же картина зображає, як поруч з могилою Ахілла Поліксена готується до заклання… Є там й інші картини, між іншим і Алківіад, ця картина була зображенням перемоги його коней на Немійських іграх. Є тут і Персей, що повертається у Сериф, що несе Полідекту голову Медузи Горгони… Якщо пропустити картини «Хлопчик, що несе глек з водою» і «Борець», яку написав Теменет, то там є «Мусей». |

## Інші пінакотеки
- Стара пінакотека, Мюнхен
- Нова пінакотека, Мюнхен
- Пінакотека сучасності, Мюнхен
- Національна пінакотека, Болонья
- Ватиканська пінакотека, Ватикан
- Паризька пінакотека, Париж
- Пінакотека Брера, Мілан